# Alfa Romeo 2600
Alfa Romeo 2600 (серія 106) - автомобіль, що вироблявся італійською автомобільною компанією Alfa Romeo, як наступник моделі Alfa Romeo 2000.

## Опис

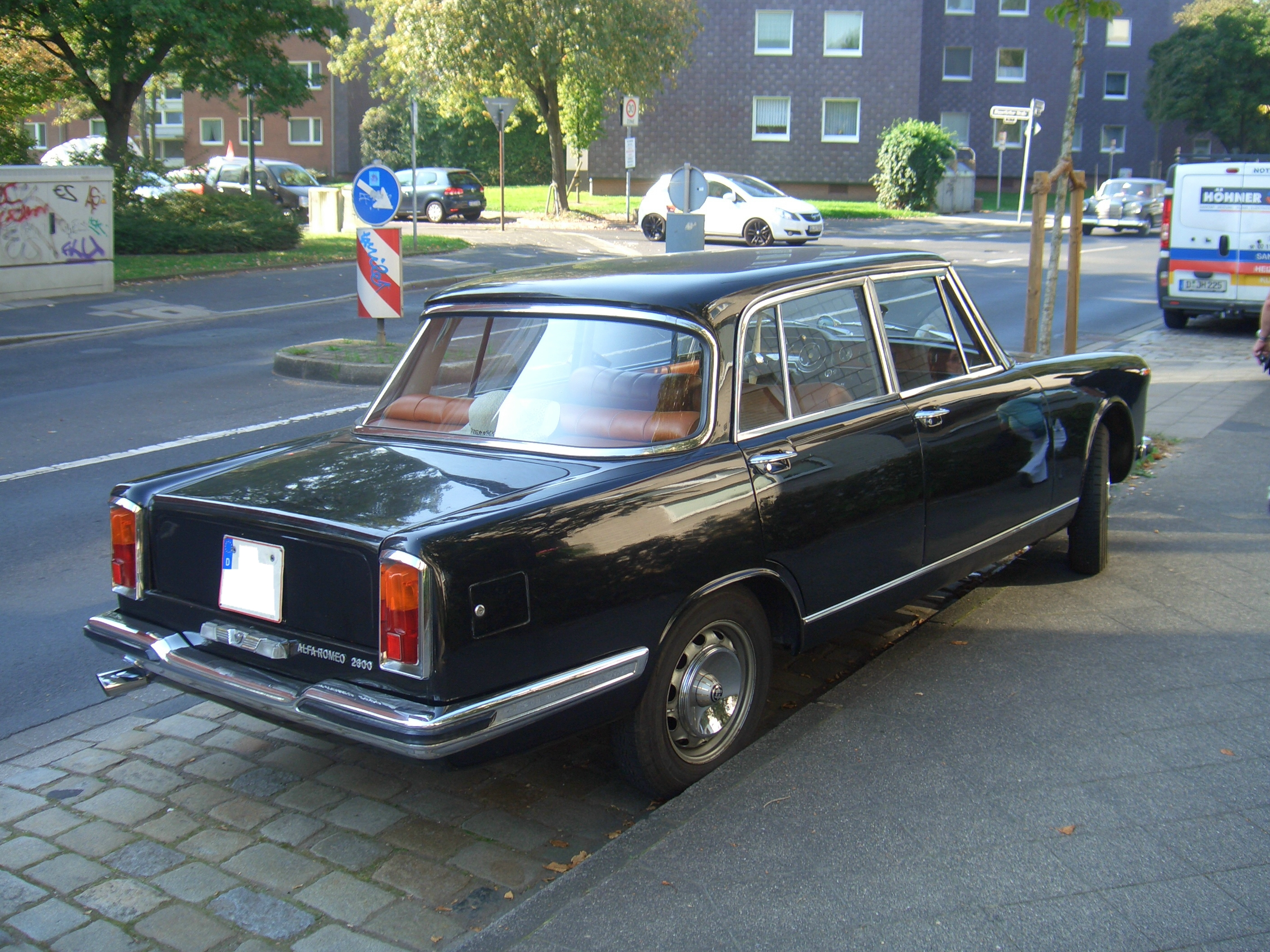
Alfa Romeo 2600 Berlina

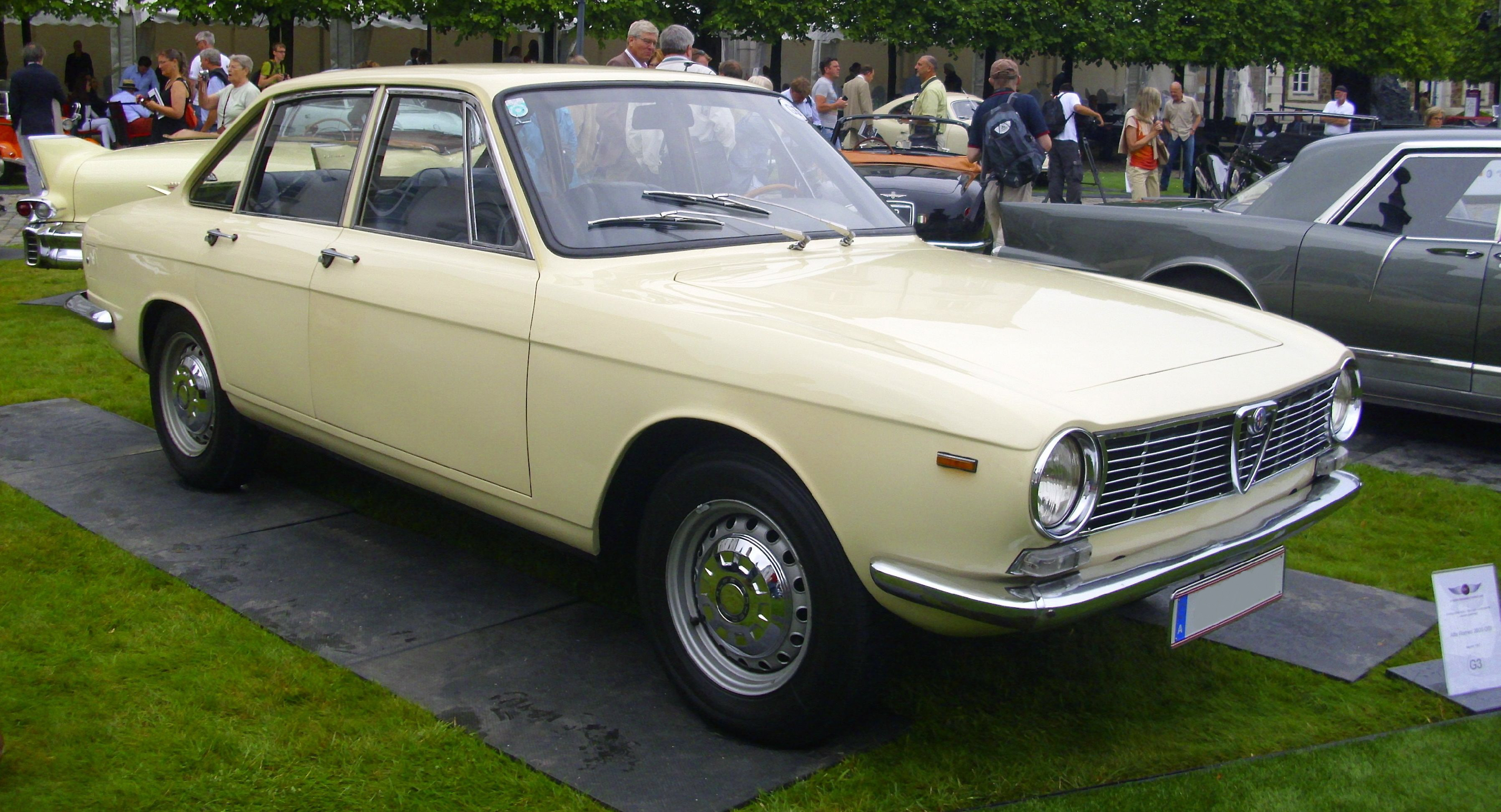
Alfa Romeo 2600 Berlina de Luxe OSI

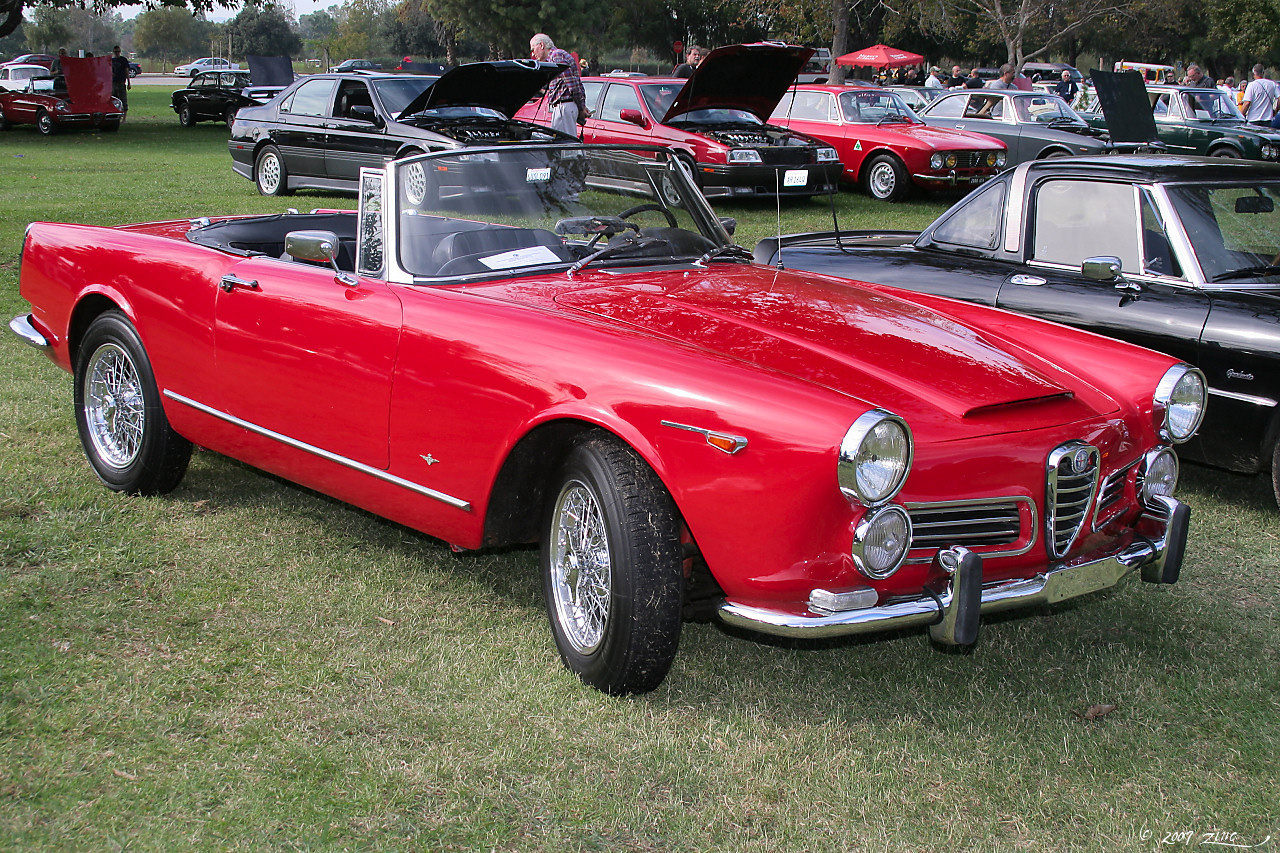
Alfa Romeo 2600 Spider

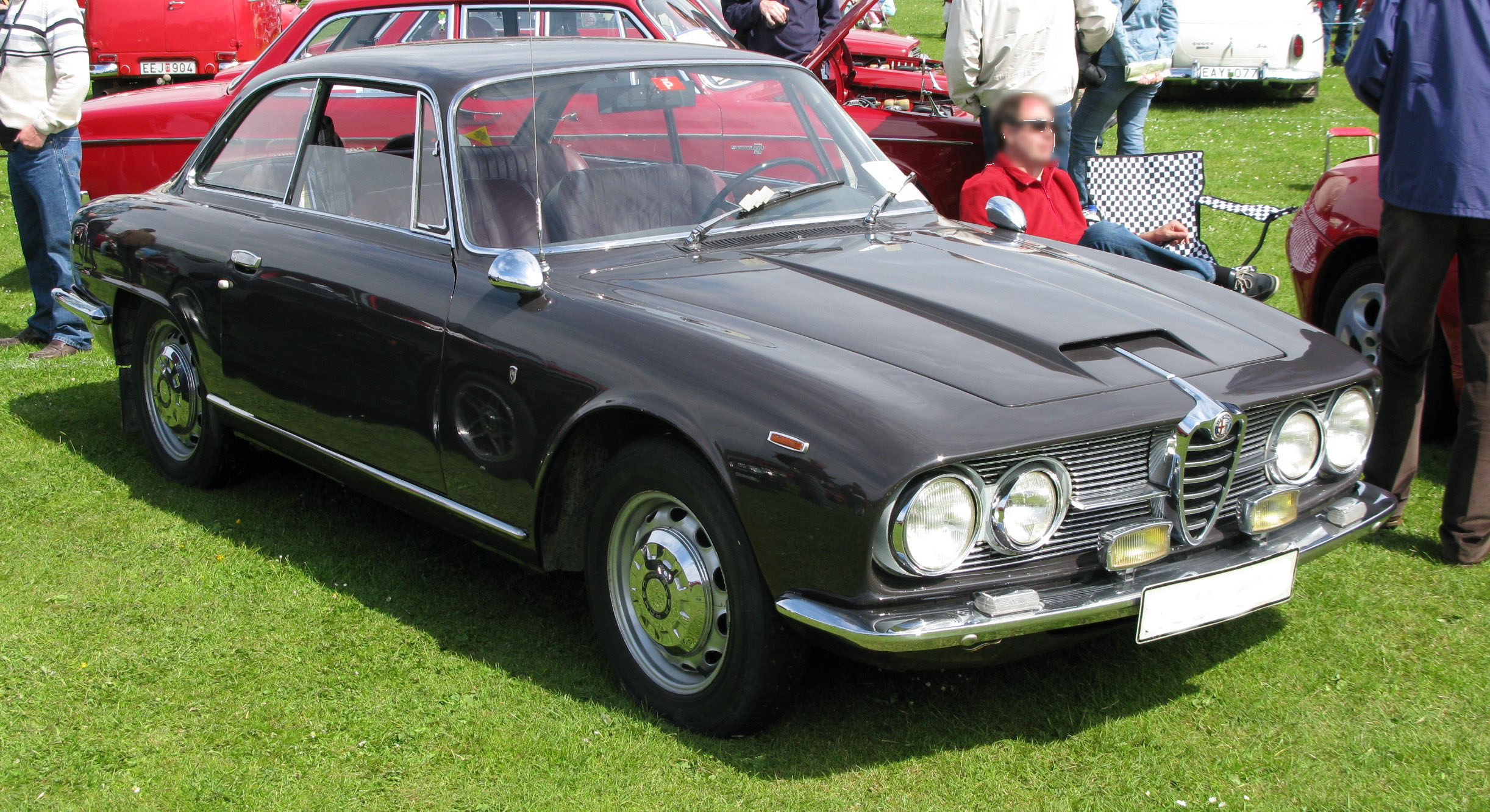
Alfa Romeo 2600 Sprint

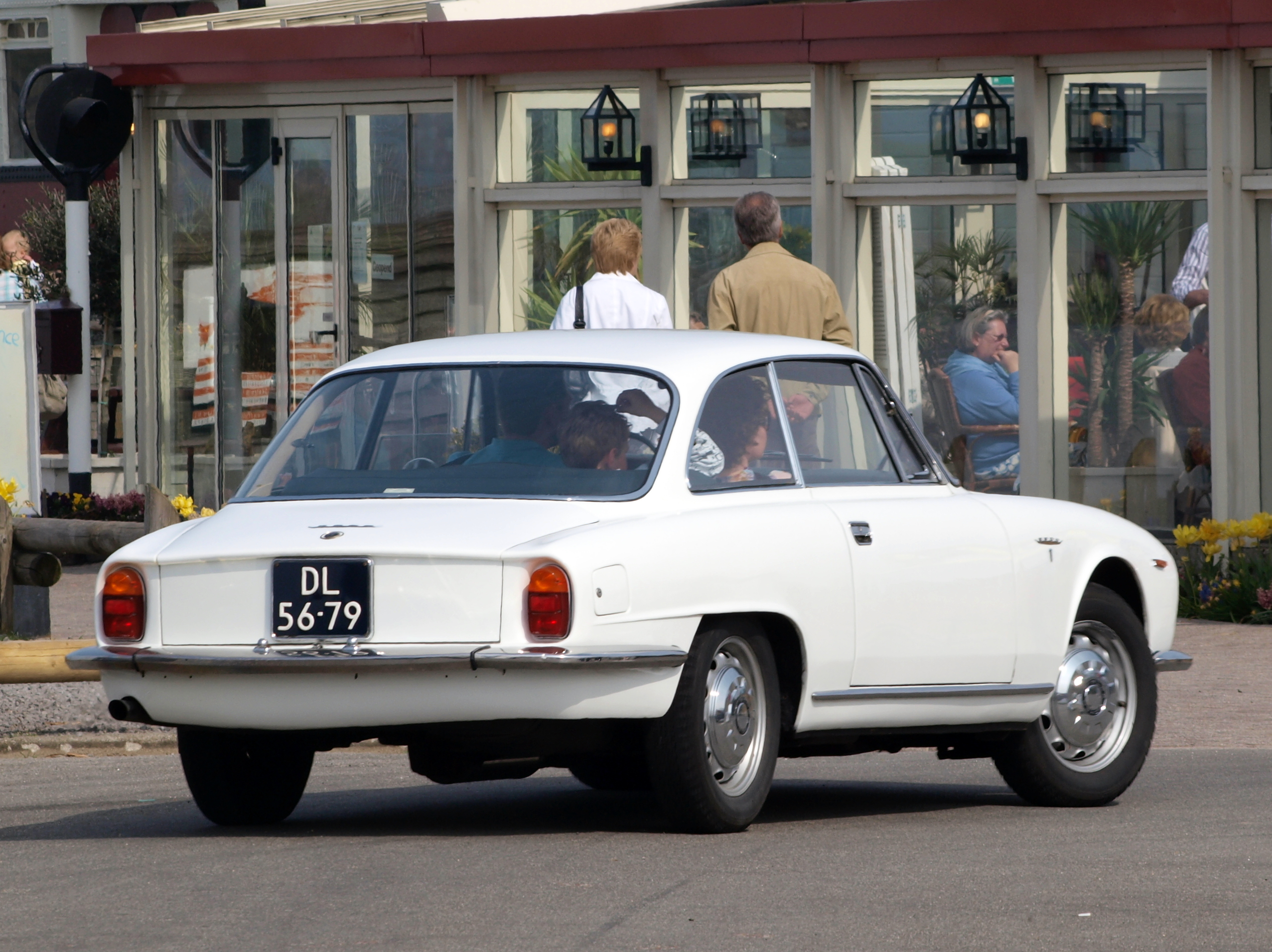
Alfa Romeo 2600 Sprint

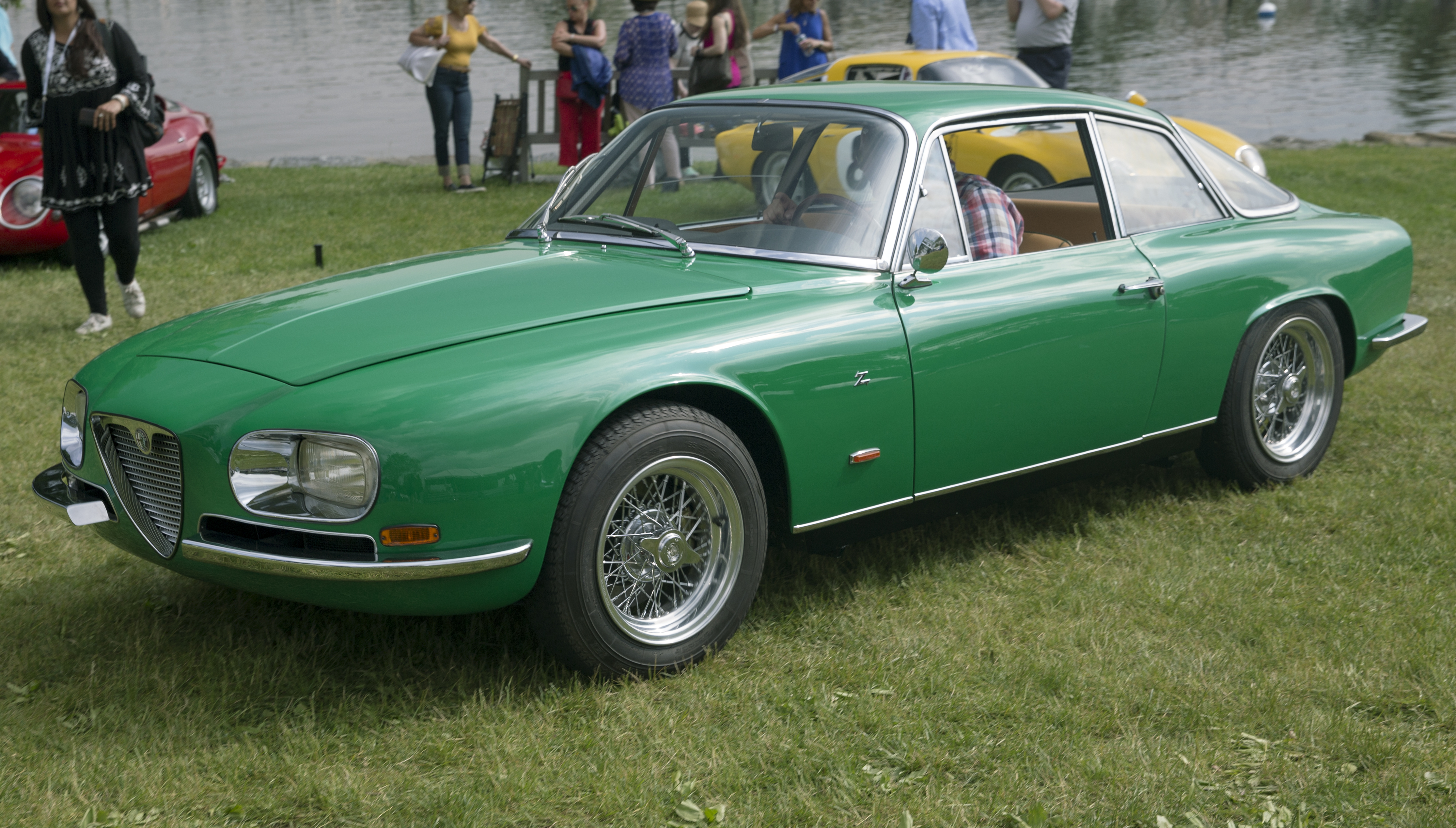
Alfa Romeo 2600 SZ

Модель 2600 була вперше представлена на Женевському автосалоні 1962 року в модифікаціях: Berlina (чотиридверний седан), Spider (з двома дверима кабріолет), Sprint (з двома дверима кузов-купе). 2600 була подальшим розвитком серії 2000 випускалася в 1958 - 1962 роках. Основне нововведення полягало в установці 6-циліндрового інжекторного двигуна об'ємом 2,6 літра.
З точки зору продажів, модель 2600 не увінчалися успіхом, незважаючи на те, що вона заслужила визнання за відмінний двигун. Низькі продажі були пов'язані не тільки з підвищеними цінами на моделі 2600. Автомобілі погано порівнювалися з сучасними аналогами, в тому числі з самої Alfa Romeo. Завод вирішив сконцентрувати свої обмежені ресурси розвитку на Джулії, (автомобілі середнього класу), яка була представлена приблизно в той же час. Флагманський ряд 2600 був лише розвитком 2000 з новим двигуном. Це все, що завод міг зробити з доступними ресурсами.
Новий двигун також додав вагу і довжину спереду. Оскільки 2600 була флагманською моделлю Alfa Romeo, очікування були високими і клієнти швидко помітили недоліки, як на папері, так і на дорозі. Наприклад, радіальні шини 165-400, встановлені на 2600, були всього лише на 10 мм (0,4 дюйма) ширші в порівнянні з шинами 155-15, встановленими на Giulietta, хоча 2600 мали значно більшу потужність і вагу. Коли з'явилася нова Джулія з абсолютно новою ходовою частиною, 2600 померкла ще більше.
Ще одна причина низьких продажів - стилізація і концепція. Стиль Берліни був занадто суворим і це відбилося на особливо поганих продажах цієї моделі. У той час як більшість седанів Alfa Romeo в історії марки були більш спеціалізованими спортивними моделями в тому ж діапазоні. У 2600 Spider був стиль, який вважався похідним від своєї меншої моделі, Giulietta Spider. Гарний, але не володіє витонченістю і балансом меншого автомобіля. Обробка більш великих транспортних засобів також зазнала, мабуть, несправедливого порівняння з керованістю Giulietta Spider, і це важливий фактор в автомобілі зі спортивними претензіями. Один пункт продажів в його користь полягав у тому, що це був чотиримісний кабріолет, хоча два задніх сидіння були досить тісними.
Sprint 2600 мав набагато кращу оцінку. Це було велике урочисте купе, в якому на високих швидкостях могли розміститися четверо дорослих в комфортних умовах. Таким чином, він не піддавався несправедливим порівнянь з іншими моделями в лінійці Alfa Romeo, так як ніхто з них не міг зрівнятися з ним безпосередньо. В цьому режимі роботи, орієнтованому скоріше на швидке турне, ніж спортивне водіння, маневреність і балансування баланс менших Alfa мали менше значення, в той час як стабільність і плавність їзди на великому автомобілі і широка силова і крутиться швидкість шестициліндрового двигуна, був на своєму місці. Додані до більшого простору і комфорту ці чесноти зробили 2600 Sprint набагато вигіднішим варіантом в порівнянні з рештою лінійкою 2600. Автомобіль також успадкував сучасний дизайн свого попередника, Sprint 2000, і це, безумовно, сприяло тому, що він став кращим з продажу в лінійці 2600. ця форма була результатом першого великого проекту Джорджетто Джуджіаро в якості головного дизайнера для Carrozeria Bertone і, можливо, є одним з найвпливовіших дизайнів в історії автомобільного стилю.
Деяка кількість 2600 Sprint було куплено італійським урядом і спеціально обладнане і модифіковано для використання в якості автомашин дорожньої поліції і карабінерів, які отримали прізвисько «Пантера» (пантера) і «Газзелла» (газель), через емблем цих поліцейських формувань. Автомобілі були дуже придатні для високошвидкісних цілей, спрямованих на те, щоб протистояти росту збройних грабежів моторизованими бандами в 1960-х роках в Італії та з'явилися в досить різних жанрових фільмах того часу.
Сімейство 2600 було замінено на вершині лінійки Alfa моделлю 1750 в 1968 році. 1750-і роки були вдосконалені версіями 1600 куб. Giulia, які залишалися у виробництві, тому ще раз флагман Alfa Romeo був похідним продуктом, створеним шляхом модернізації існуючого двигуна і незначного рестайлінгу. Однак все схожість з 2600 закінчувалося. 1750 і 2000, які походять від них, мали більший успіх для Alfa Romeo з усіх точок зору, особливо продажів. Сьогодні, як класика, 2600 Sprint і Spider затребувані і оцінені колекціонерами для вишуканого і розкішного стилю як кузовів, так і інтер'єру, для продуктивності, технології і звуку шестициліндрового двигуна з двома кулачками, і, можливо, за іронією долі за їх рідкість в порівнянні з успішнішими моделями Alfa Romeo тієї ж епохи. Той факт, що автомобілі рідкісні, означає, що їх сьогоднішні власники повинні виділяти багато зусиль і ресурсів для відновлення і обслуговування. Купе 2600 SZ взагалі є дуже рідкісними і цінними для колекціонерів, (всього було випущено 105 автомобілів), сьогодні вони є найціннішою моделлю в асортименті. 2600 OSI De Luxe завжди був вкрай рідкісний, але немає ніяких ознак того, що він став особливо бажаним у якості предмета колекціонера.

## Двигуни
- 2.6 L DOHC І6 130 к.с. 209 Нм (Berlina/OSI)
- 2.6 L DOHC І6 145 к.с. 197 Нм (Sprint/Spider/SZ)

## Виробництво
Кількість випущених автомобілів:
- Berlina - 2038 автомобілів
- Sprint - 6999 автомобілів
- Spider - 2255 автомобілів
- 2600 Berlina De Luxe OSI - 54 автомобіля
- Sprint Zagato - 105 автомобілів.